# Leptocera sauteri
Leptocera sauteri är en tvåvingeart som först beskrevs av Oswald Duda 1925.  Leptocera sauteri ingår i släktet Leptocera och familjen hoppflugor.
Artens utbredningsområde är Taiwan. Inga underarter finns listade i Catalogue of Life.